# Estillac
Estillac är en kommun i departementet Lot-et-Garonne i regionen Nouvelle-Aquitaine i sydvästra Frankrike. Kommunen ligger i kantonen Laplume som tillhör arrondissementet Agen. År 2022 hade Estillac 2 392 invånare.

## Befolkningsutveckling
Antalet invånare i kommunen Estillac
| Referens: INSEE |